# Henry de Montfort

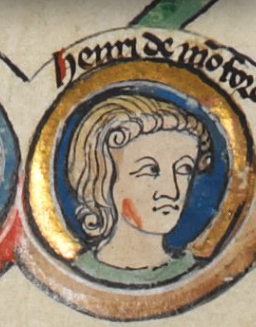
Henry de Montfort

Henry de Montfort (* November 1238 in Kenilworth; † 4. August 1265 bei Evesham) war ein englischer Adliger und Feldherr. Er war der älteste Sohn des Simon de Montfort, 6. Earl of Leicester, und der Prinzessin Eleanor von England, einer Tochter von König Johann Ohneland.
Henry wurde in Kenilworth Castle geboren und nach seinem Onkel, König Heinrich III. von England, benannt, welcher auch sein Taufpate war. Als loyaler Anhänger seines Vaters stand er während des Zweiten Kriegs der Barone allerdings gegen seine königliche Verwandtschaft. Zusammen mit dem jüngeren Humphrey V. de Bohun vertrat Henry die von seinem Vater geführte Partei der Barone am 23. Januar 1264 in Amiens beim Schiedsspruch (Mise of Amiens) des französischen Königs, Ludwig IX., über die Provisions of Oxford, welche von diesem allerdings als ungültig abgewiesen wurden.
Am 14. Mai 1264 kämpfte Henry mit in der siegreichen Schlacht von Lewes und war anschließend für die Bewachung seines gefangenen Vetters und Kronprinzen, Edward, verantwortlich. Dieser konnte allerdings am 28. Mai 1265 entfliehen und ein neues Heer aufstellen. Am 4. August des Jahres gehörte Henry zu den ersten, die in der Schlacht von Evesham gegen den Prinzen fielen, sein Vater wurde ebenso getötet. Beide wurden in der Evesham-Abtei bestattet.